# Isole dell'Australia
Questa è una lista non esaustiva delle isole dell'Australia ordinate per stato o territorio.

## Isole principali
L'Australia ha 8.222 isole entro i suoi confini marittimi. 
Le 9 più estese (sopra i 1.000 km²) sono:
| # | Isola             | Superficie | Abitanti |
| - | ----------------- | ---------- | -------- |
| 1 | Tasmania          | 68.332 km² | 541.000  |
| 2 | Isola Melville    | 5.786 km²  |          |
| 3 | Isola dei Canguri | 4.416 km²  | 4000     |
| 4 | Groote Eylandt    | 2.285 km²  |          |
| 5 | Isola Bathurst    | 1.693 km²  |          |
| 6 | Isola di Fraser   | 1.653 km²  | 360      |
| 7 | Isola Flinders    | 1.359 km²  |          |
| 8 | Isola King        | 1.091 km²  | 1565     |
| 9 | Isola Mornington  | 1.002 km²  | 1007     |

## Australia Meridionale
- Gambier Islands
  - Wedge Island
- Granite Island

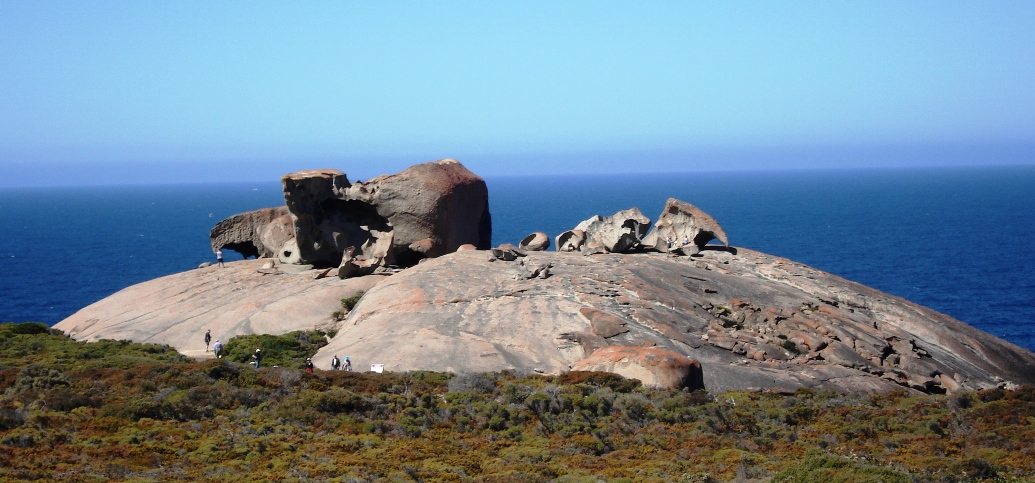
Remarkable Rocks sulla Kangaroo Island (2007)

- Kangaroo Island, la terza più vasta isola dell'Australia dopo Tasmania ed Isola Melville
- Neptune Islands
- Nuyts Archipelago
  - St Francis Island
  - St Peter Island
- Investigator Group
  - Flinders Island
  - Pearson Island
- Sir Joseph Banks Group
  - Reevesby Island
  - Spilsby Island
- Taylor Island
- Thistle Island
- West Island

## Australia Occidentale

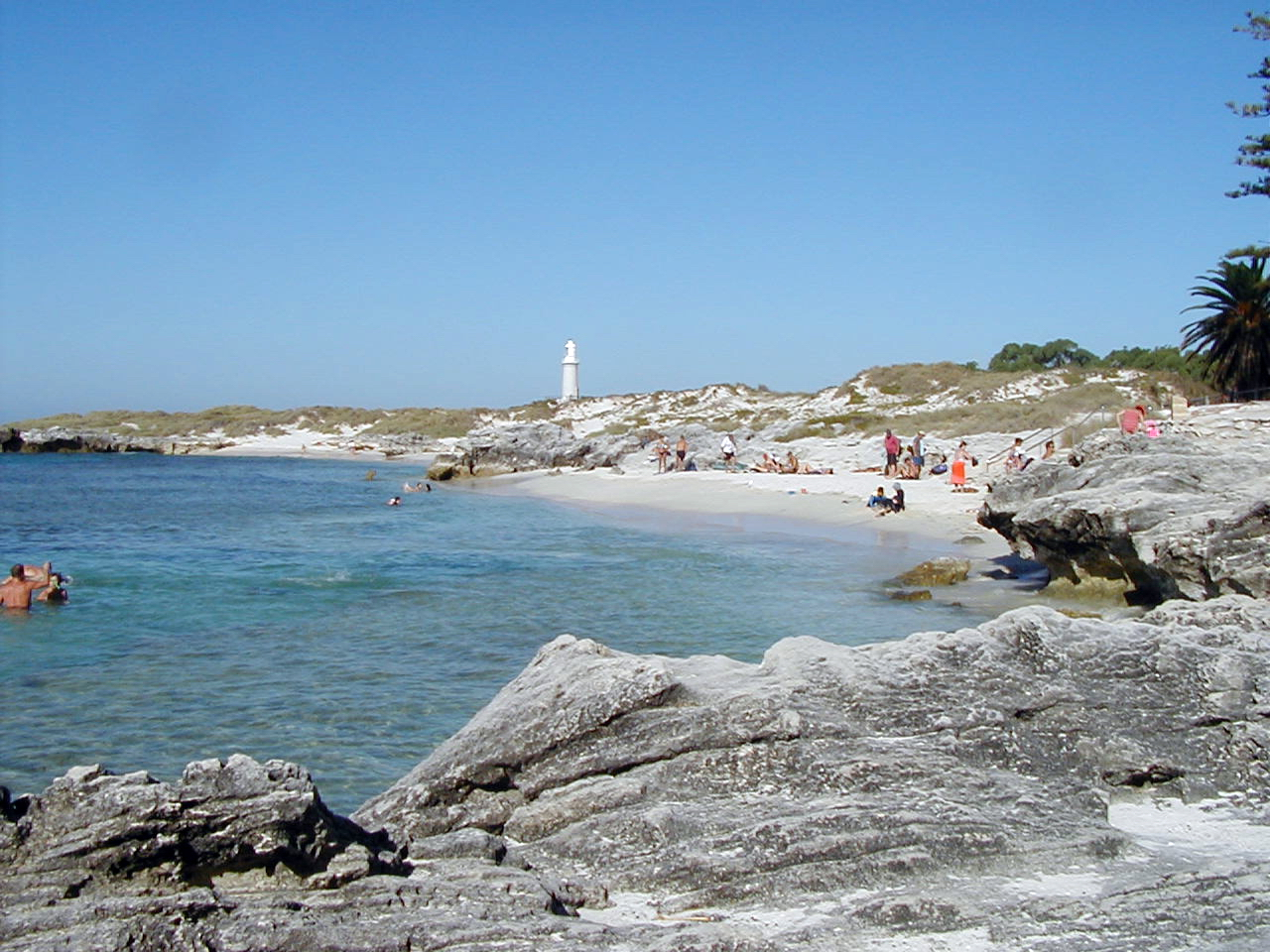
Rottnest Island (2003)

- Arcipelago Recherche
  - Middle Island
- Bernier Island
- Barrow Island
- Bonaparte Archipelago
  - Augustus Island
  - Bigge Island
  - Boongaree Island
  - Coronation Island
  - Jungulu Island
- Buccaneer Archipelago
  - Cockatoo Island
  - Hidden Island
  - Irvine island
  - Koolan Island
- Carnac Island
- Chatham Island
- Dampier Archipelago
- Dirk Hartog Island
- Dorre Island
- Faure Island
- Garden Island
- Governor Islands
- Houtman Abrolhos
  - Easter Group
    - Alexander Island
    - Morley Island
    - Rat Island
    - Suomi Island
    - Wooded Island

  - Pelsaert Group
    - Gun Island
    - Middle Island
    - Pelsaert Island

  - Wallabi Group
    - Beacon Island
    - East Wallabi Island
    - Long Island
    - North Island
    - Pigeon Island
    - West Wallabi Island
- Institut Islands
- Lacepede Islands
- Montebello Islands
- Osborn Islands
  - Middle Osborn Island
  - South West Osborn Island
- Rottnest Island
- Rowley Shoals
- Scott and Seringapatam Reefs
- Sir Graham Moore Island
- St Alouarn Islands
- Wedge Island

## Nuovo Galles del Sud

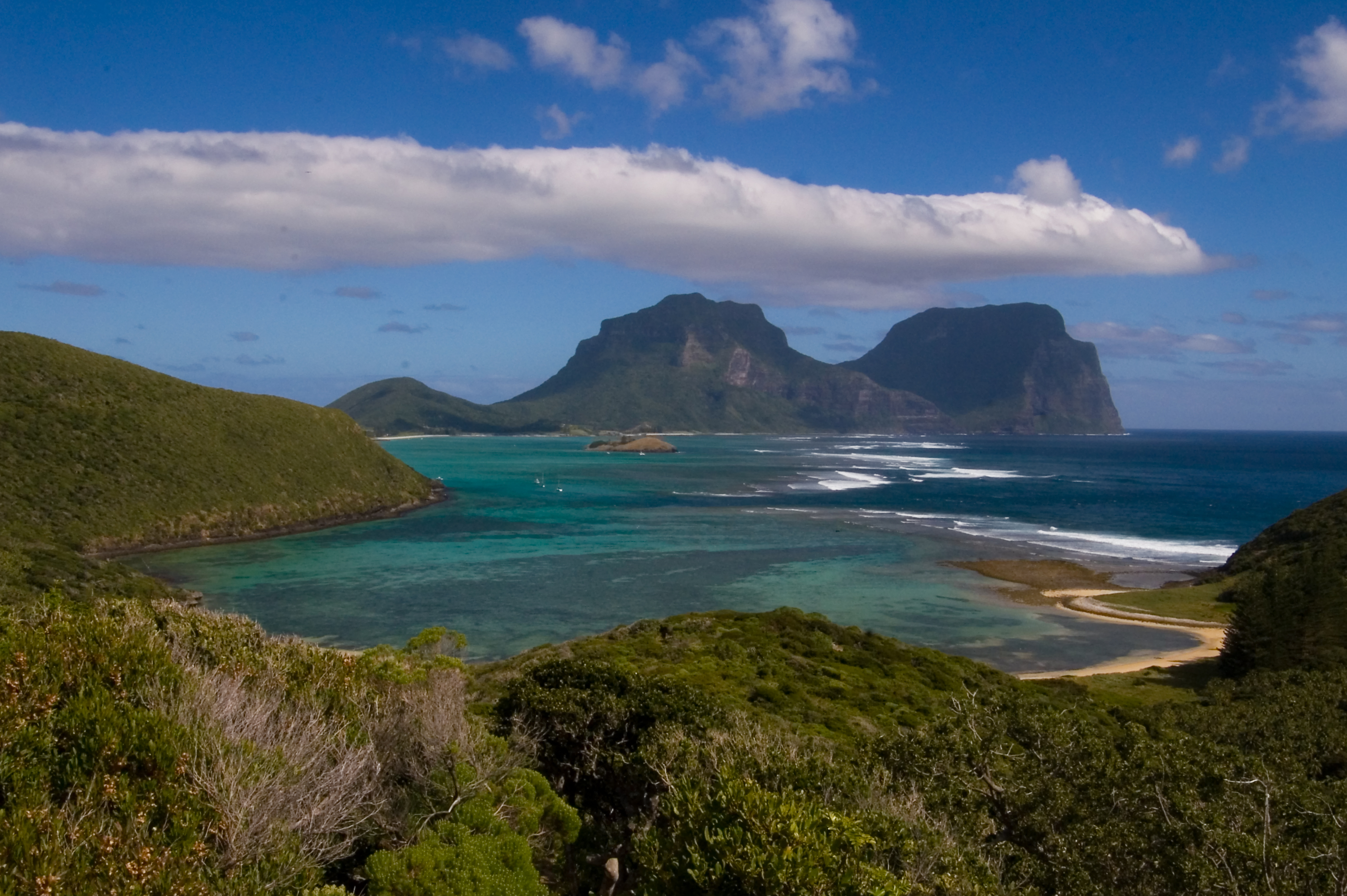
Lord Howe Island (2006)

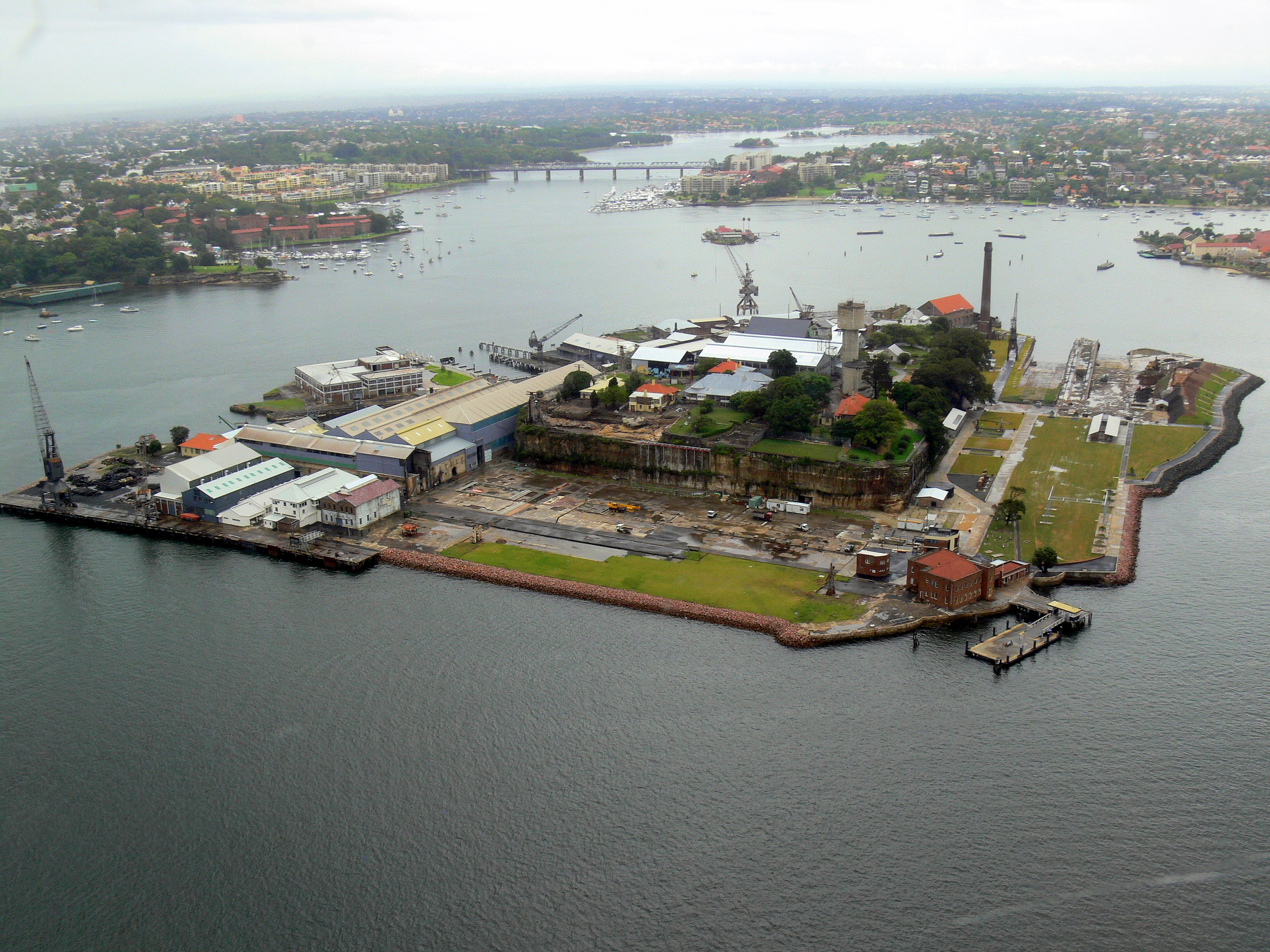
Cockatoo Island, la più vasta del porto di Sydney (2008)

- Bare Island, presso la costa nord della Botany Bay
- Broughton Island
- Chatsworth Island, nel Clarence River
- Dangar Island, piccola isola boscosa nel fiume Hawkesbury
- Esk Island, nel braccio settentrionale del Clarence River
- Five Islands, un gruppo di isole presso Wollongong
- Green Island, isolotto a nord di Smoky Cape
- Harwood Island nel Clarence River
- Lion Island, alla foce del fiume Hawkesbury
- Long Island, nel fiume Hawkesbury
- Lord Howe Island, piccola isola nell'Oceano Pacifico 600 km ad est della costa australiana
  - Piramide di Ball
- Montague Island, 9 km al largo di Narooma
- Oxley Island
- All'interno di Port Jackson (Sydney Harbour):
  - Clark Island
  - Cockatoo Island, originariamente usata come prigione ed evolutasi poi come cantiere navale
  - Fort Denison, anche nota come Pinchgut
  - Goat Island
  - Rodd Island, isolotto sul fiume Parramatta
  - Shark Island
  - Snapper Island
  - Spectacle Island
- Pulbah Island, l'isola più vasta del Lago Macquarie
- Scotland Island, isola a nord di Sydney
- Solitary Islands
- Wasp Island, isola presso Batemans Bay[2]
- Woodford Island, isola nel Clarence River

## Queensland
- Bribie Island

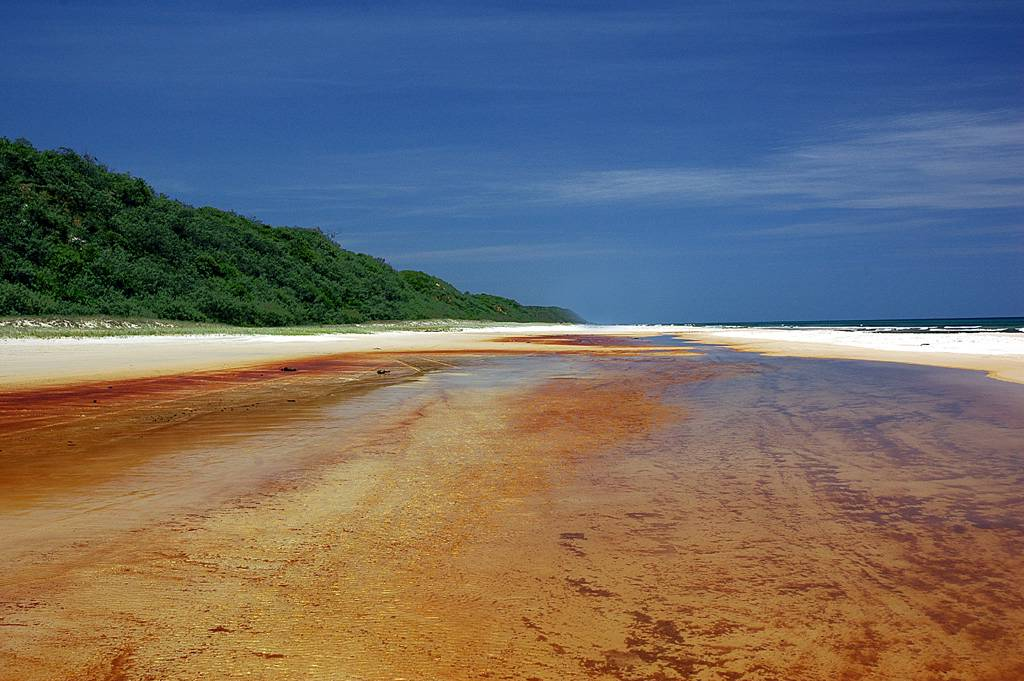
Fraser Island (2006)

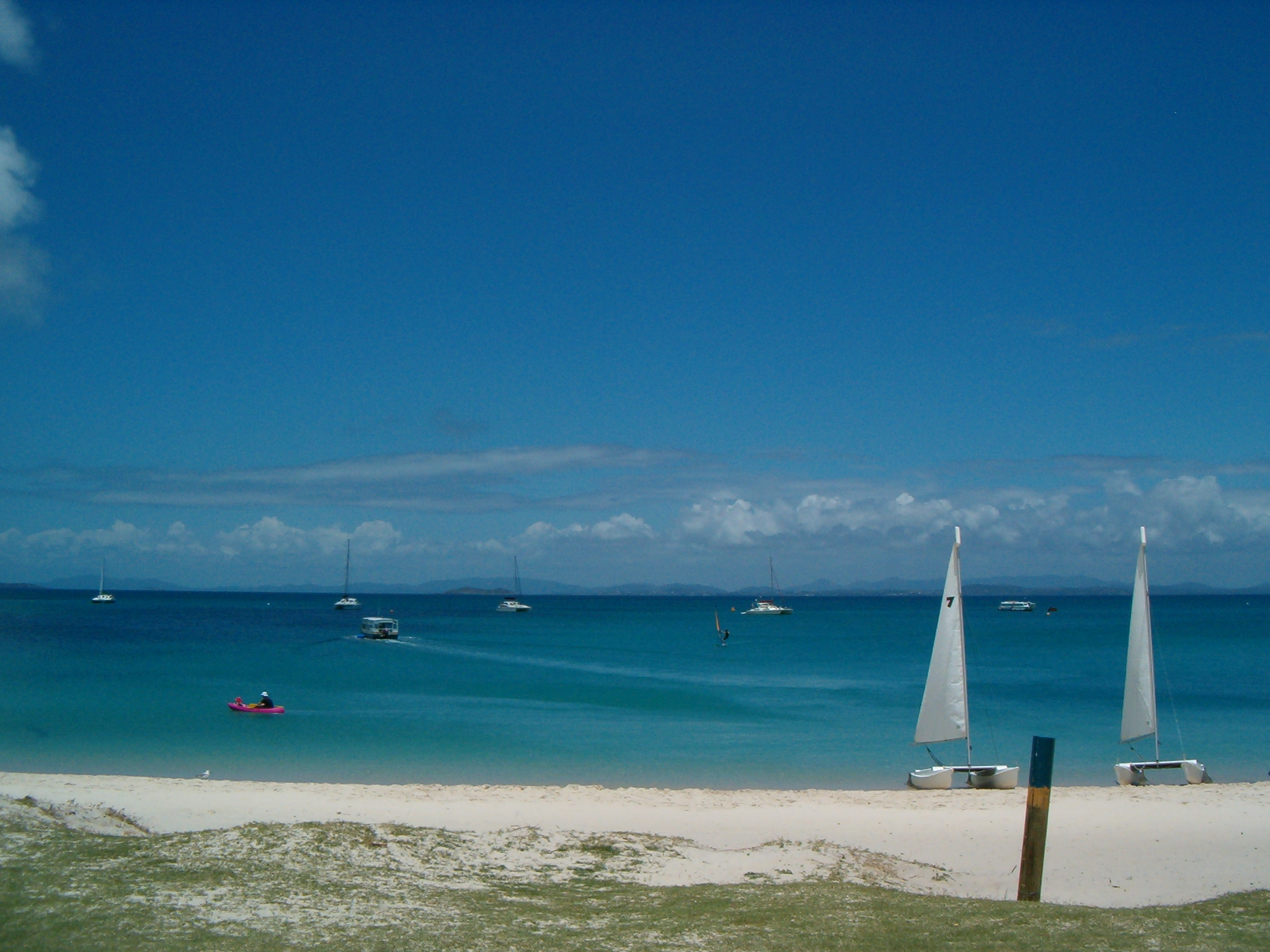
Great Keppel Island (2007)

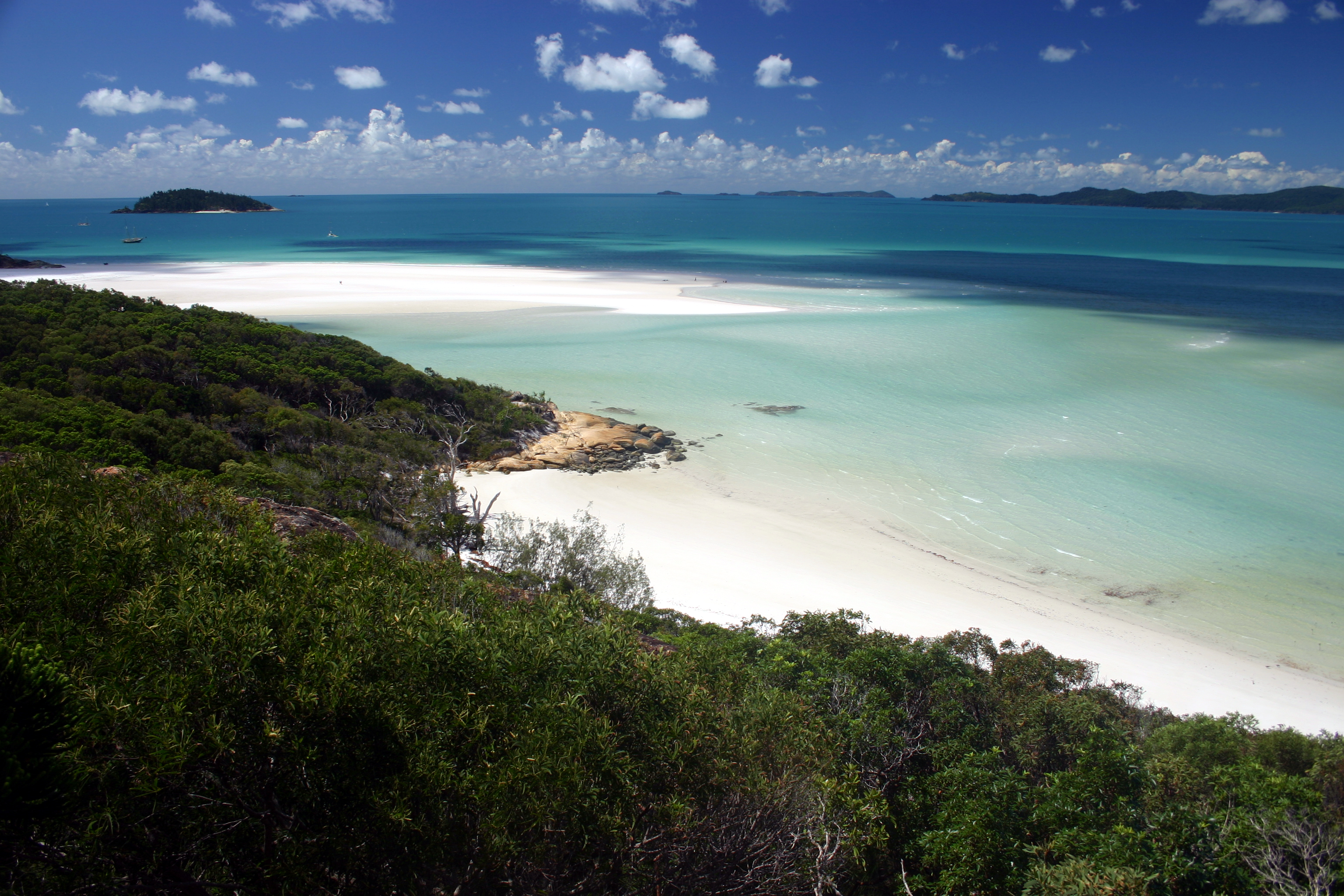
Whitehaven Beach, Whitsunday Island (2008)

- Brook Islands (North, Tween, Middle e South)
- Isole Capricorn e Bunker
  - Heron Island
  - Lady Elliot Island
  - Lady Musgrave Island
- Coochiemudlo Island
- Curtis Island
- Family Islands
  - Dunk Island
- Fitzroy Island
- Flinders Group
  - Flinders Island
- Frankland Islands
- Fraser Island, la più vasta isola di sabbia del mondo
- Goold Island
- Great Keppel Island
- Green Island
- Hinchinbrook Island
- Hope Islands
- Howick Group
  - Howick Island
- Lizard Island
- Magnetic Island
- Moreton Island
- North Stradbroke Island
- Northumberland Islands
- Palm Islands
  - Barber Island
  - Brisk Island
  - Curacoa Island
  - Esk Island
  - Eclipse Island
  - Falcon Island
  - Fantome Island
  - Fly Island
  - Great Palm Island
  - Havannah Island
  - Orpheus Island
  - Pelorus Island
- Peel Island
- Snapper Island
- South Stradbroke Island
- Southern Moreton Bay Islands
  - Russell Island
  - Macleay Island
  - Lamb Island
  - Karragarra Island
- Sunday Island
- Torres Strait Islands
  - Badu Island
  - Boigu Island
  - Hammond Island
  - Horn Island
  - Moa Island
  - Possession Island
  - Prince of Wales Island
  - Saibai Island
  - Thursday Island
- Townshend Island
- Wellesley Islands
  - Bountiful Islands
  - Mornington Island
- Whitsunday Islands
  - Daydream Island
  - Dent Island
  - Gloucester Island
  - Hamilton Island
  - Hayman Island
  - Hook Island
  - Keswick Island
  - Lindeman Island
  - Long Island
  - Shaw Island
  - South Molle Island
  - Whitsunday Island

## Tasmania
- Bruny Island
- Eddystone
- Isole Furneaux
  - Babel Island
  - Badger Island
  - Cape Barren Island
  - Clarke Island
  - Flinders Island
  - Great Dog Island
  - Inner Sister Island
  - Mount Chappell Island
  - Outer Sister Island
  - Prime Seal Island
  - Vansittart Island
- Goat Island
- Hogan Group
  - Boundary Islet
  - Hogan Island
- Hunter Island Group
  - Albatross Island
  - Hunter Island
  - Three Hummock Island
- Ile du Golfe
- Kent Group
  - Deal Island
- King Island
- Louisa Island
- Maatsuyker Islands
  - De Witt Island
  - Flat Witch Island
  - Maatsuyker Island
- Macquarie Island
  - Bishop e Clerk Islets
- Maria Island
- Mewstone
- Pedra Branca
- Robbins Island
- Rodondo Island
- Sarah Island
- Schouten Island
- Tasman Island Group
  - Tasman Island
  - Hippolyte Rocks

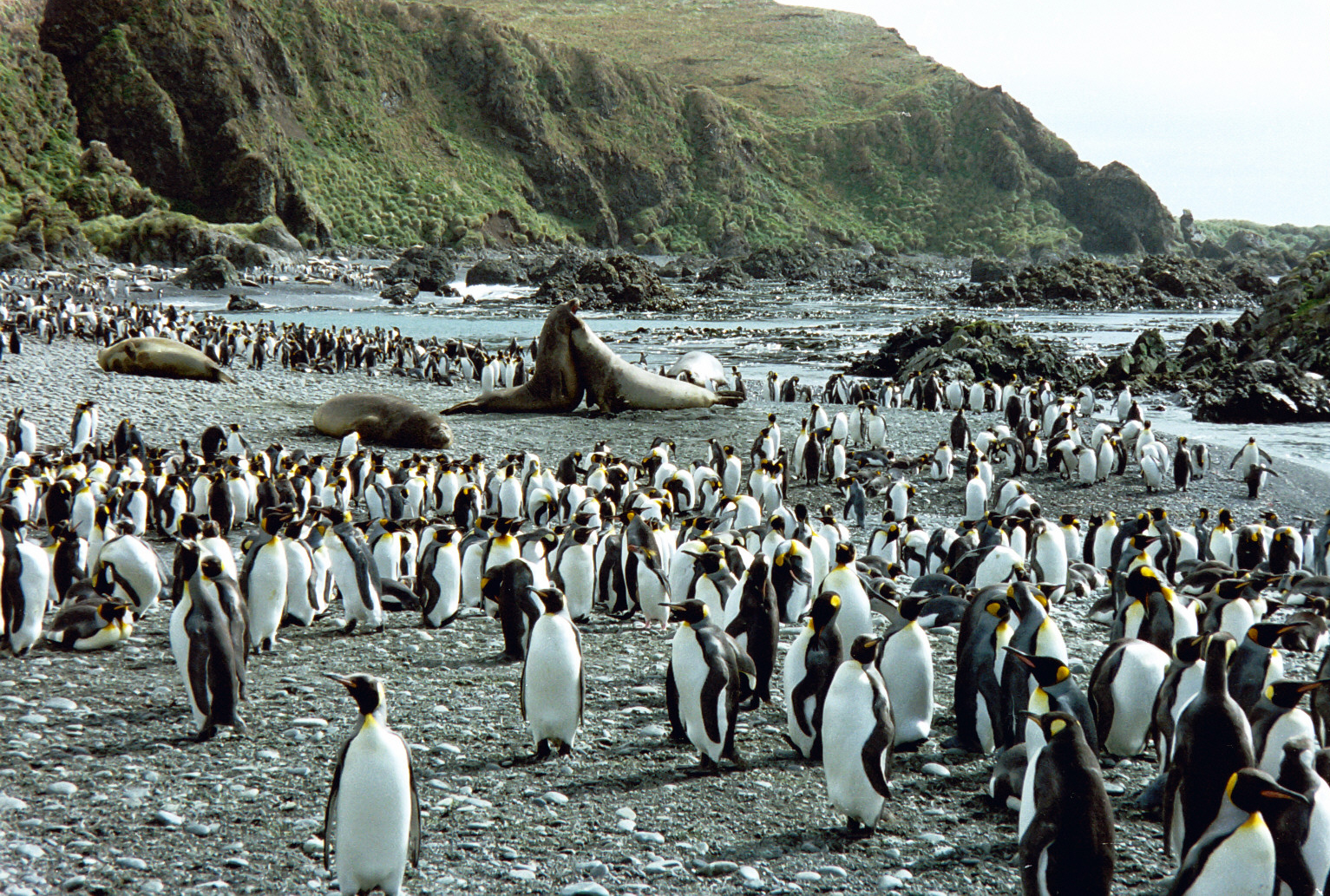
Macquarie Island

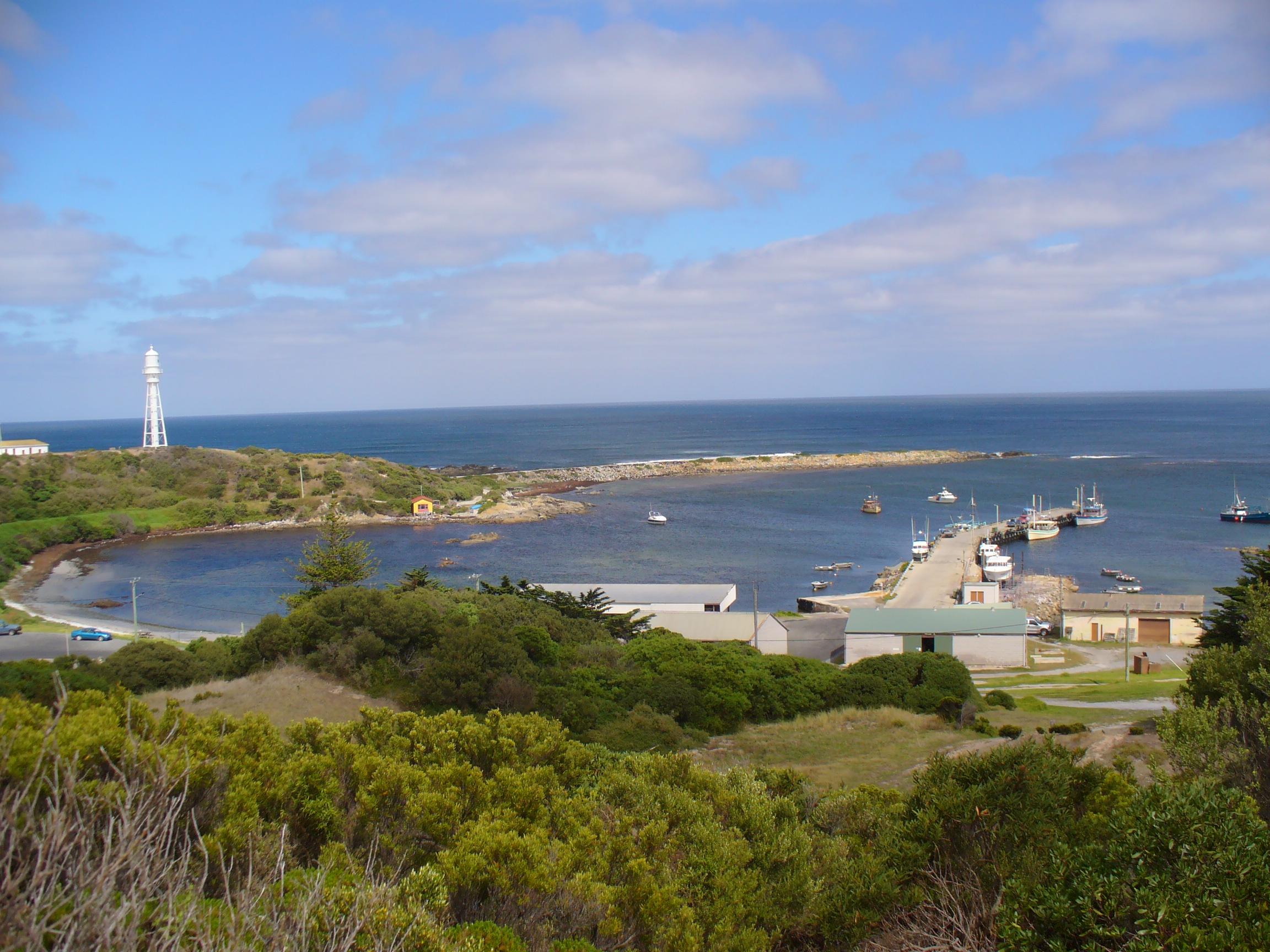
Il porto di Currie sulla King Island (2007)

- Tasmania, la più grande isola dell'Australia (esclusa la terraferma)
- Waterhouse Island Group
  - Waterhouse Island
  - Swan Island

## Territorio della baia di Jervis
- Bowen Island

## Territorio della capitale australiana
- Aspen Island
- Pine Island
- Spinnaker Island
- Springbank Island

## Territorio del Nord
- Bickerton Island
- Crocodile Islands
- Croker Island
- Goulburn Islands
- Groote Eylandt (in olandese "grande isola")
- Peron Islands
- Sir Edward Pellew Islands
  - Vanderlin Island
- Sir George Hope Islands
- The English Company's Islands
  - Inglis Island
- Tiwi Islands
  - Bathurst Island
  - Melville Island, la seconda più vasta isola dell'Australia dopo la Tasmania
- Vernon Islands
- Wessel Islands
  - Elcho Island
  - Marchinbar Island

## Victoria

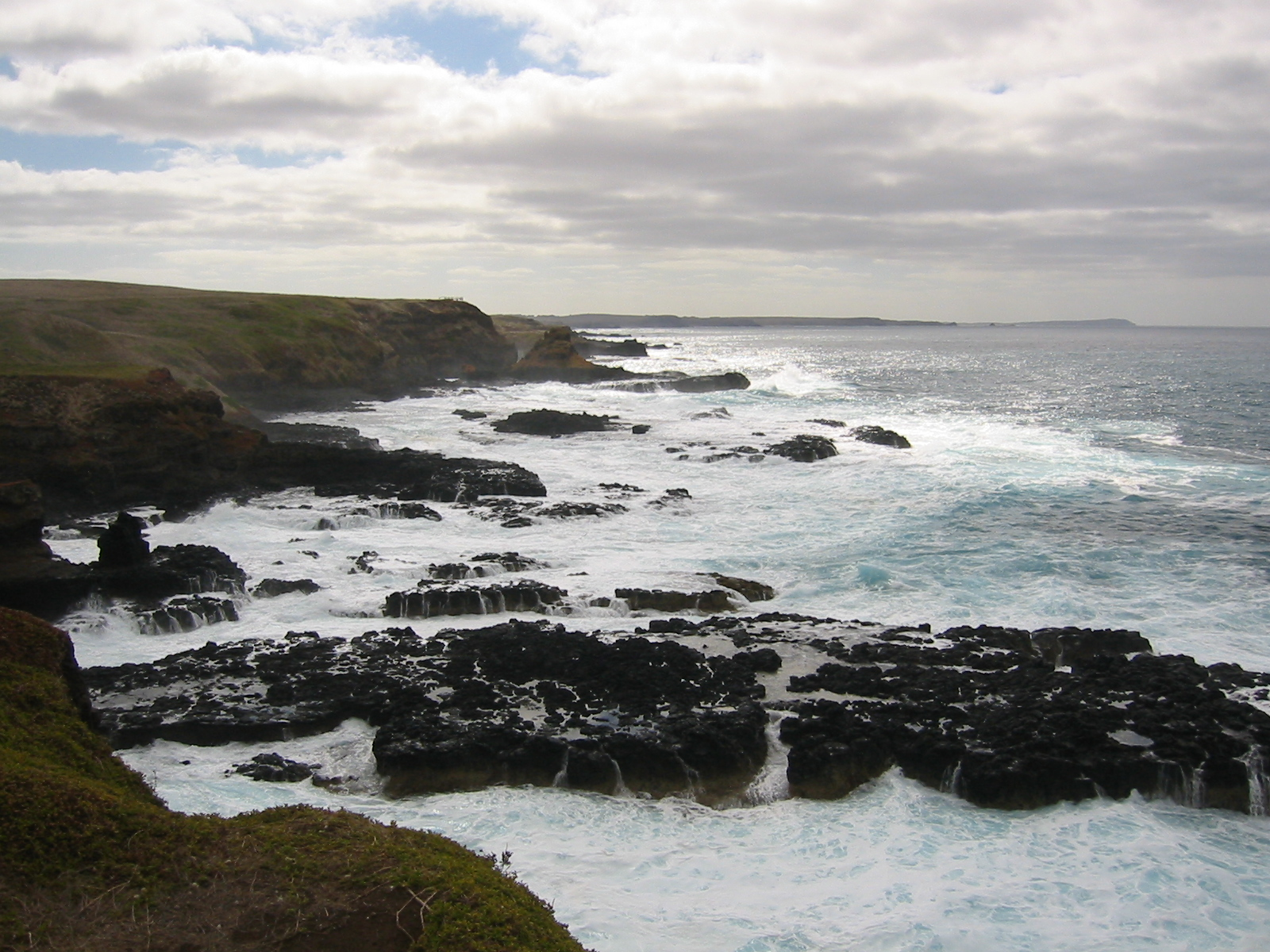
Phillip Island (2003)

- Anser Island
- French Island
  - Elizabeth Island
- Gabo Island
- Great Glennie Island
- Griffiths Island
- Herring Island
- Lady Julia Percy Island
- Mud Islands
- Norman Island
- Phillip Island
  - Churchill Island
- Raymond Island
- Shellback Island
- Snake Island
- Sunday Island
- Swan Island

## Territori esterni

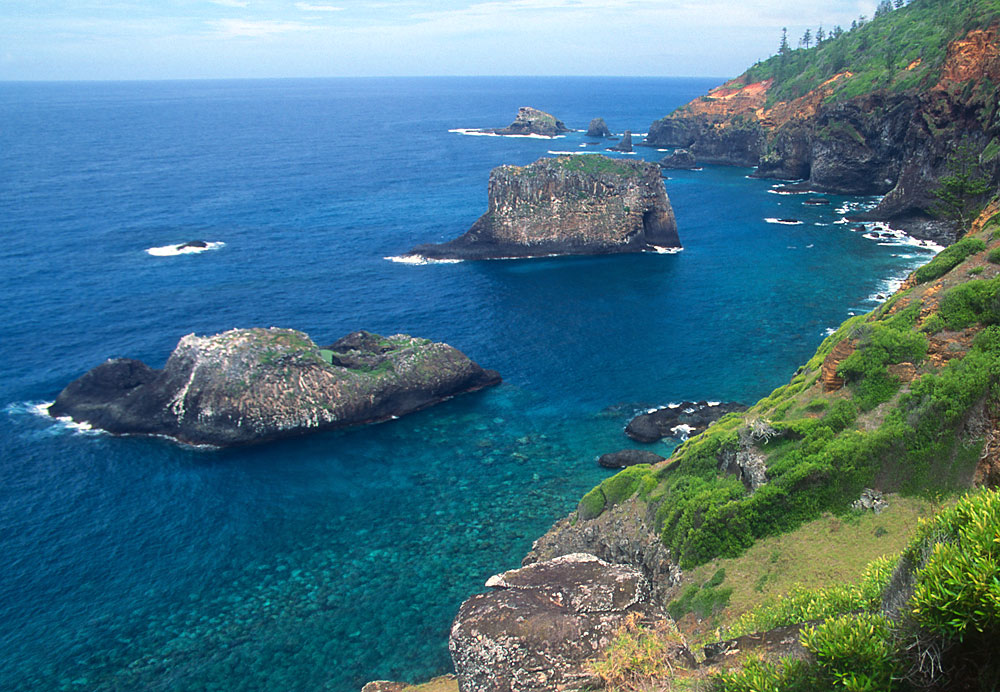
Norfolk Island (2007)

- Ashmore and Cartier Islands
- Christmas Island
- Cocos and Keeling Islands
  - Home Island
  - Horsburgh Island
  - North Keeling Island
  - West Island
- Coral Sea Islands
  - Cato Island
  - Elizabeth Reef
  - Middleton Reef
  - Willis Island
- Heard Island and McDonald Islands
- Norfolk Island
  - Nepean Island
  - Phillip Island
- Territorio Antartico Australiano
  - Achernar Island
  - Frazier Islands (66°14'S, 110°10'E)[3]
  - Giganteus Island (67°37'S, 62°33'E)[3]
  - Hawker Island (68°39'S, 77°52'E)[3]
  - Masson Island